# Nzaeli Kyomo
Nzaeli Kyomo (* 2. Juni 1957) ist eine ehemalige tansanische Sprinterin.
Bei den British Commonwealth Games 1974 in Christchurch wurde sie Achte in der 4-mal-100-Meter-Staffel. Über 100 und 200 Meter schied sie im Vorlauf aus.
1977 wurde sie beim Weltcup in Düsseldorf mit der afrikanischen 4-mal-100-Meter-Stafette Sechste, und 1978 scheiterte sie bei den Commonwealth Games in Edmonton über 100 und 200 Meter in der ersten Runde.
1979 gewann sie bei den Afrikameisterschaften in Dakar Bronze über 100 Meter und Silber über 200 Meter. Beim Weltcup in Montreal wurde sie mit der afrikanischen 4-mal-100-Meter-Stafette Siebte.
Bei den Olympischen Spielen 1980 in Moskau erreichte sie über 200 Meter das Viertelfinale und schied über 100 Meter im Vorlauf aus.
1982 siegte sie bei den Afrikameisterschaften in Dakar im Vorlauf aus.
1982 siegte sie bei den Afrikameisterschaften in Kairo über 200 Meter und holte Bronze über 100 Meter. Bei den Commonwealth Games in Brisbane gelangte sie über 100 und 200 Meter jeweils ins Halbfinale.
Bei den Olympischen Spielen 1984 in Los Angeles erreichte sie über 100 und 200 Meter jeweils das Viertelfinale.

## Persönliche Bestzeiten
- 100 m: 11,63 s, 29. August 1989, Tampere (handgestoppt: 11,2 s, 1980)
- 200 m: 23,92 s, 2. August 1979, Dakar (handgestoppt: 23,3 s, 1980)